# 라이브 커머스
라이브 커머스(영어: livestream shopping or live video shopping)는 온라인상에서 라이브 동영상을 기반으로 한 소통을 강점으로 활용하는 전자상거래의 일종이다. 동영상을 기반으로 한다는 점에서 홈쇼핑과 유사하나, 주로 모바일 디바이스를 활용하여 진행되며, 진행자와 실시간 채팅을 활용한다는 점에서 홈쇼핑과 다르다.

## 역사
모바일 동영상과 쇼핑의 결합은 이전에도 여러 시도가 있었으나 중국의 MOGU에서 2016년에 큰 인기를 끌기 시작했다. 한국에서는 코로나19의 확산과 함께 새로운 판매채널로 각광받으면서 시장 규모가 커지기 시작했다. KOTRA의 자료에 따르면 2023년 중국의 라이브커머스 시장규모는 830조원대로 백만명 이상의 판매자가 활동하는 중국 대표적인 판매 채널로 자리잡았다.

## 한국의 라이브커머스
한국은 중국 다음으로 라이브커머스가 잘 정착한 나라로 평가된다. 2023년 국내 라이브커머스 시장 규모는 3조원대로 연평균 성장률 20%를 기록하였다.

## 주요 플랫폼
한국의 주요 라이브커머스 플랫폼은 아래와 같다.
- 네이버 쇼핑 라이브
- 카카오 쇼핑 라이브
- 쿠팡 라이브
- SSG 라이브
- 그립 라이브